# Bucovina
|  | No s'ha de confondre amb Bukovina (Eslovàquia). |

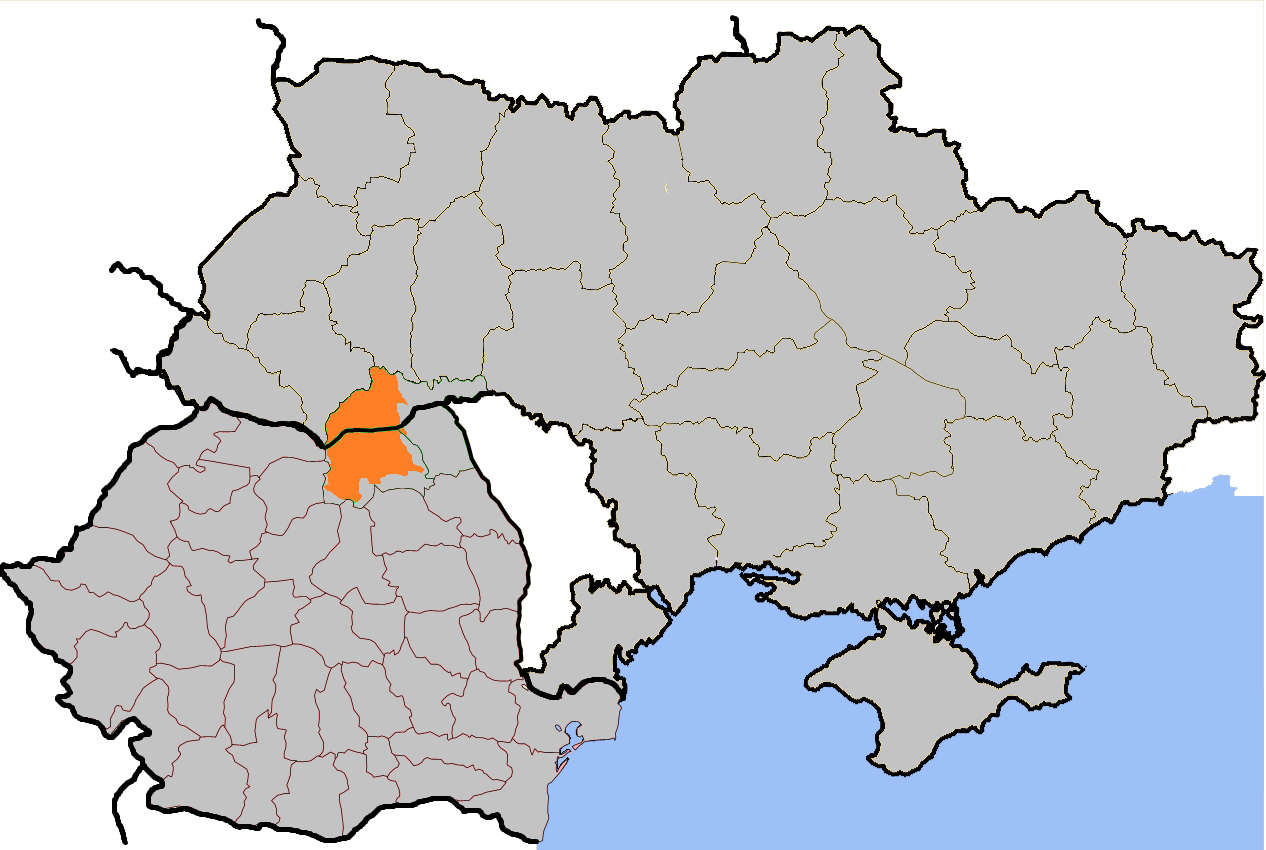
Bucovina (verd); Ucraïna (groc);
Romania (vermell)

La Bucovina (ucraïnès: Буковина, Bukovina; romanès: Bucovina; alemany i polonès: Bukowina) és una regió de l'Europa centreoriental, situada entre la regió històrica de Galítsia i la regió de Moldàvia, que constituí una província de l'imperi austrohongarès, i actualment està dividida entre Ucraïna i Romania. La part nord forma la majoria de l'actual óblast ucraïnès de Txernivtsí, i és sovint anomenada Bukovina popularment. La part sud forma la major part de l'actual província romanesa de Suceava.

## Orografia
La part sud-occidental és muntanyosa, constituïda per gresos i conglomerats, i s'estén sobre els Carpats. La part nord-oriental és formada per dipòsits al·luvials, i s'estén sobre la plana dels rius Prut i Siret. El clima és continental, amb hiverns frígids (-4 °C de temperatura mitjana al mes de gener) i estius molt calorosos (25 °C de mitjana el mes de juliol) i una pluviositat escassa (uns 635 mm anuals, que cauen sobretot a l'estiu). És drenada per nombrosos rius (Moldova, Siret, Prut), i el Dnièster en constitueix el límit septentrional.

## Economia
Els sòls són molt fèrtils, base d'una agricultura pròspera, i la vegetació natural és constituïda per bosc (60% del territori) de faigs a les àrees baixes i de coníferes a les més elevades. Els recursos principals són l'agricultura (sobretot de cereals) i l'explotació forestal, de la qual deriven les indústries de la fusta. Destaquen també la ramaderia i l'explotació de la sal i dels jaciments de petroli.

## Població
Els nuclis urbans principals són Txernivtsí (Cernauţi, pronunciat Txernautsi), que en fou la capital i el principal centre cultural, situada en territori ucraïnès, i Suceava, Câmpulung Moldovenesc i Siret, en territori romanès.

## Història
Part de Bucovina formà part del Rus de Kíev entre els segles X i xii, i el xiii forma part del Principat de Halytxynà (Galítsia).
Integrada dins la província romana de Dàcia, la Bucovina formà part del principat de Moldàvia a partir del segle xiv, i juntament amb aquest caigué en poder de l'Imperi Otomà al començament del segle xvi.
Fou ocupada per Rússia (1769-74), més tard cedida per Turquia a Àustria el 1775, i a partir d'aleshores romangué en poder d'aquesta, fins al 1918, primerament (1787) com a districte de Galítsia i posteriorment (1849) com a país autònom de la corona (Kronland).
Sota la dominació austríaca es mantingué l'equilibri entre les diverses ètnies a la regió (dels 795.000 habitants que tenia el 1910, 305.000 eren ucraïnesos, 273.000 romanesos, 169.000 alemanys —entre els quals molts jueus de parla alemanya a les ciutats—, 36.000 hongaresos i 10.000 polonesos). Malgrat ésser annexada a Romania pel Tractat de Saint-Germain-en-Laye (1919), el 1940 el govern de Bucarest hagué de cedir la Bucovina del nord a l'URSS. El règim d'Adolf Hitler "repatrià" aleshores tots els alemanys de la regió (més de 93.000).

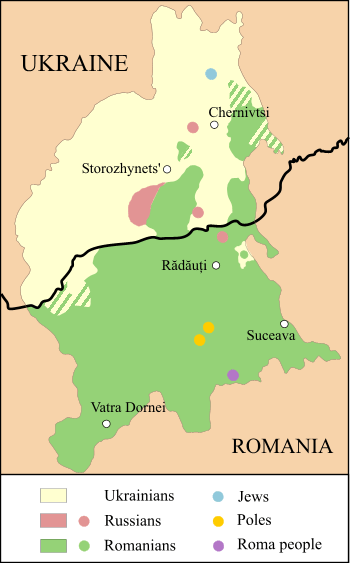
Mapa ètnic de la Bucovina, segons el cens romanès del 2002

La Bucovina del nord fou ocupada temporalment (1941-1944) pels romanesos, com a aliats dels alemanys. Incorporada a l'URSS l'any 1947, restà restablerta la divisió actual, només alterada per la independència d'Ucraïna el 1991, que respon de manera aproximada a les zones de majoria ucraïnesa i romanesa.

## Fills il·lustres
- Norman Manea (1936) escriptor